# Lasse Staw
Lasse Staw, född 1 januari 1988 i Skiptvet, är en norsk fotbollsmålvakt som har spelat för Lillestrøm SK och Aalesunds FK i Tippeligaen. Han har även spelat för Syrianska FC. 
Säsongerna 2014 och 2015 spelade han för FK Bodø/Glimt.